# Медічі
Медічі (італ. Medici італійською: [ˈmɛːditʃi]) — олігархічна родина, представники якої з XV по XVIII століття неодноразово ставали правителями Флоренції. Серед представників Медічі є четверо пап римських — Лев X, Пій IV, Климент VII, Лев XI та декілька членів королівських сімей Франції.

## Походження
Походження імені точно невідоме, за однією з версій, один з родоначальників клану був лікарем (medico) при дворі Карла Великого. Першим Медічі, що перебрався до Флоренції був К'яріссімо.
Засновником династії вважається Джованні ді Біччі (1360—1429), який в 1421 році був обраний гонфалоньєром Флоренції. А сини Джованні, Козімо (1389—1464) та Лоренцо (1394—1440), були першими активними політичними діячами Флорентійської республіки. Створивши собі великий капітал комерційними операціями, Медічі з другої половини XIV століття беруть активну та діяльну участь у боротьбі народу (італ. popolo minuto) зі знаттю, яка утворилася злиттям дворянства з багатою буржуазією (італ. popolo grasso) та завжди стояли на боці народної партії.
Втім першими гонфалоньєрами Флорентійської республіки з цього роду були: Ардинго Медічі — у 1296 році, Гуччі Медічі — у 1299 році та Аверардо Медічі — у 1314 році. У 1360 році Бартоломео Медічі мав невдалу спробу змови проти знаті, на чолі якої стояли Альбіцці, а в 1378 році його брат Сальвестро, зайнявши найвищу посаду в республіці (гонфалоньєра), своєю протидією проти знаті викликав повстання черні (бунт чомпі, італ. Ciompi), яке було придушене Альбіцці. Сальвестро був вигнаний і вся фамілія Медічі була позбавлена права обіймати громадські посади протягом десяти років.

## Галерея портретів Медічі

XV століття
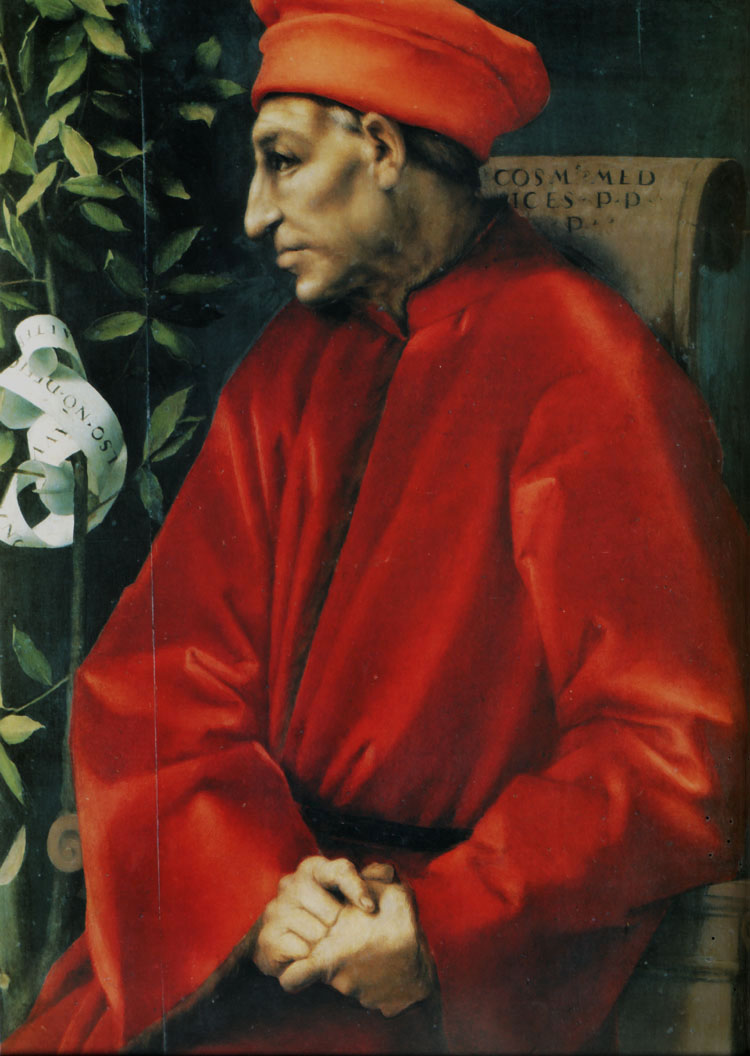
Козімо Медічі (1389–1464)
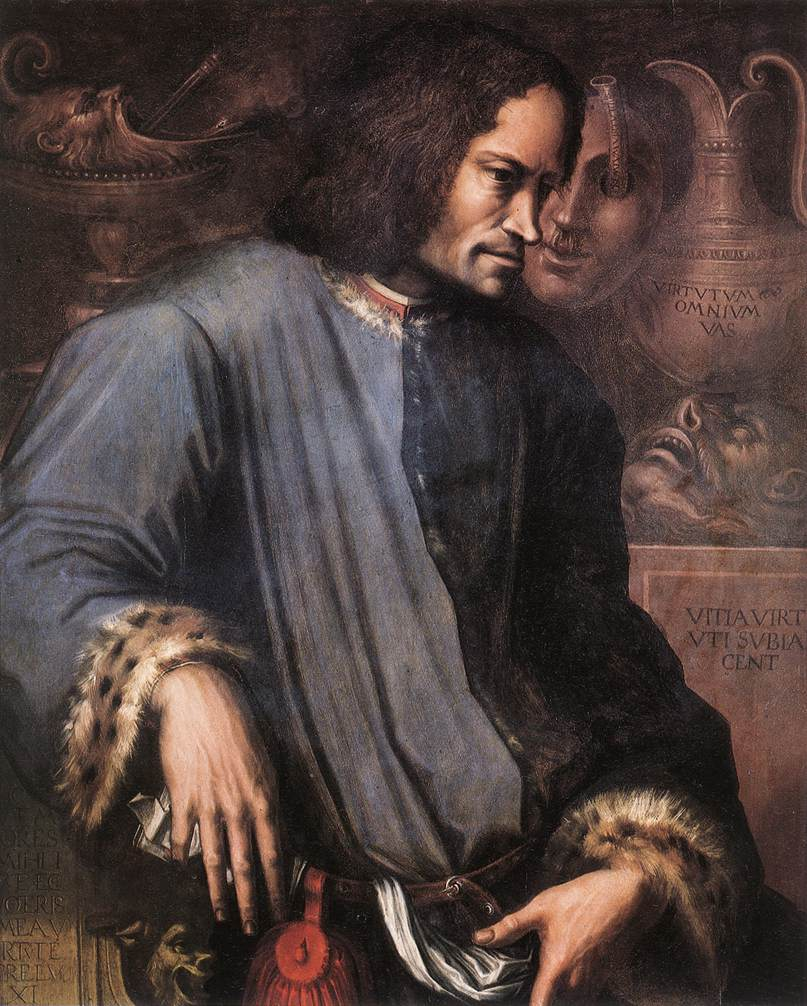
Худ. Вазарі. Лоренцо Медічі Розкішний (1449–1492)
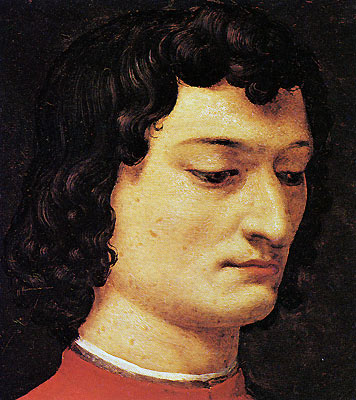
Худ. Бронзіно. Джуліано ді П'єро Медічі
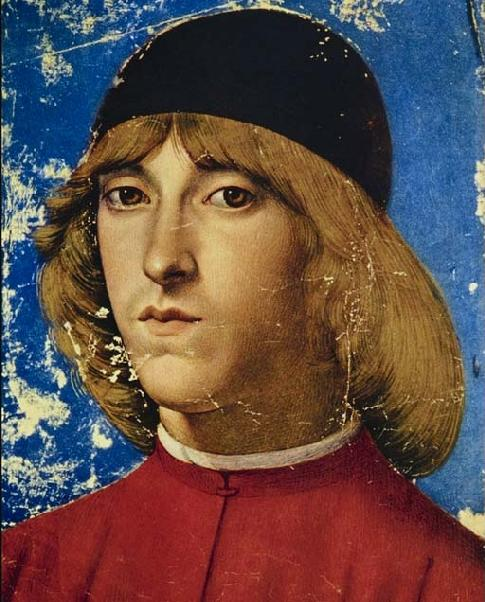
Худ. Д.Гірляндайо. П'єро ді Лоренцо Медічі, найстарший з синів Лоренцо Медічі (Розкішного)

XVI століття
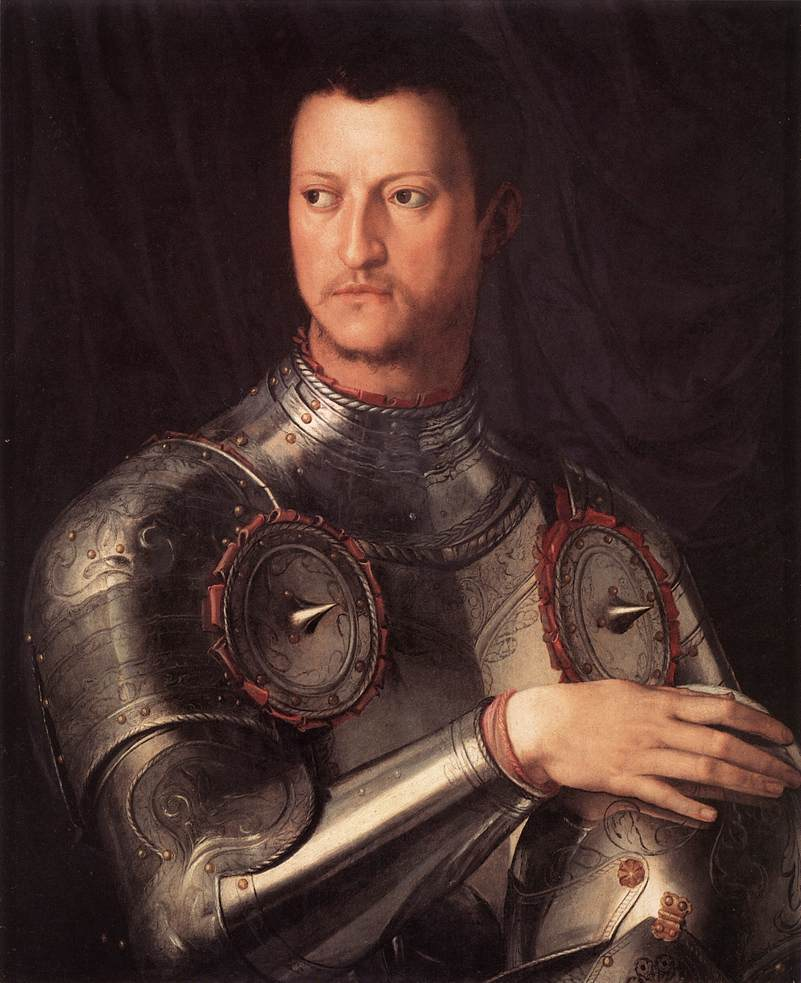
Худ. А.Бронзіно. Козімо I Медічі, 1-й герцог Тосканський (1519–1574).
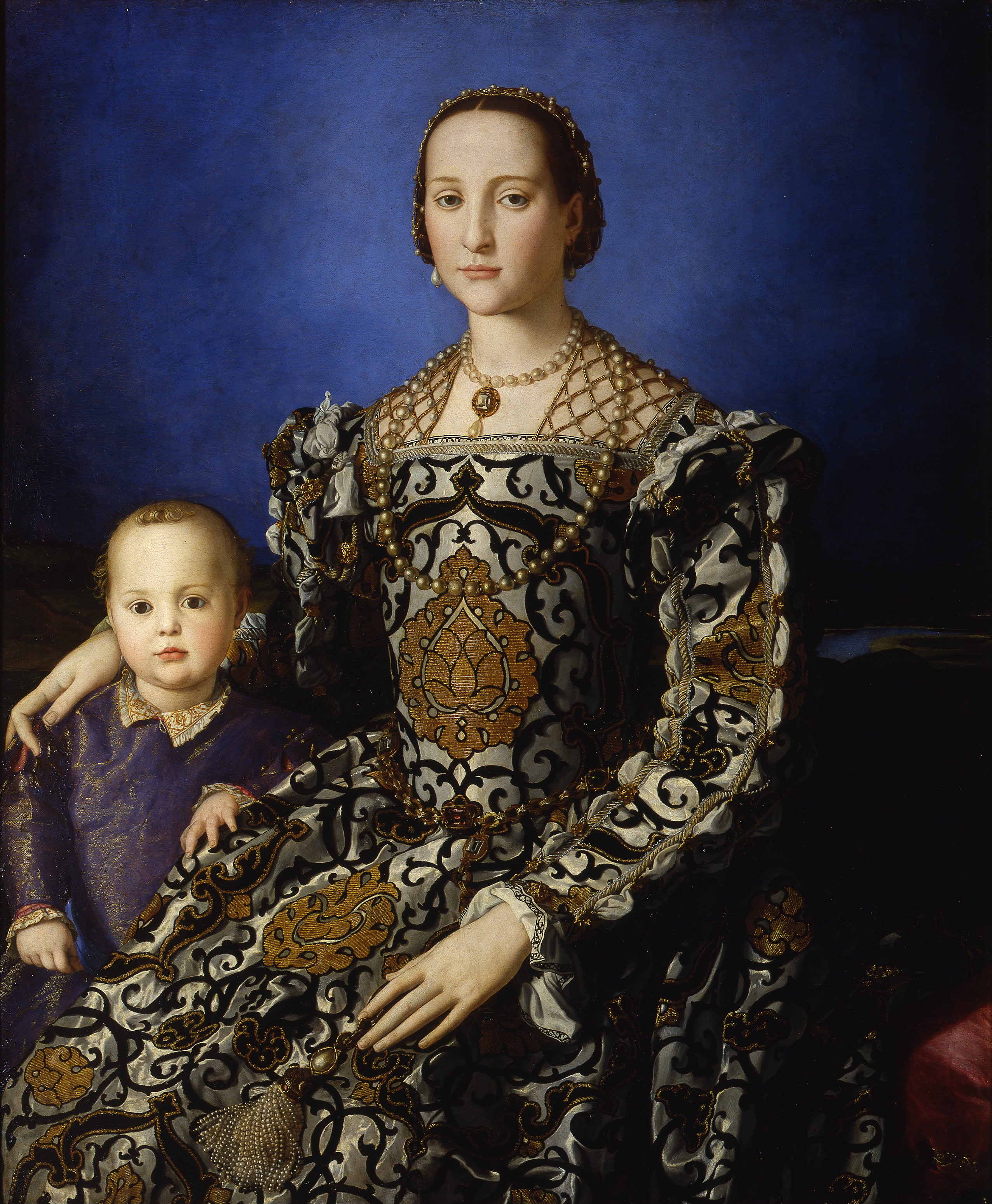
Худ. Бронзіно. Елеонора Толедська з сином Джованні, дочка неаполетанського віцекороля, 1-ша дружина Козімо 1 Медічі
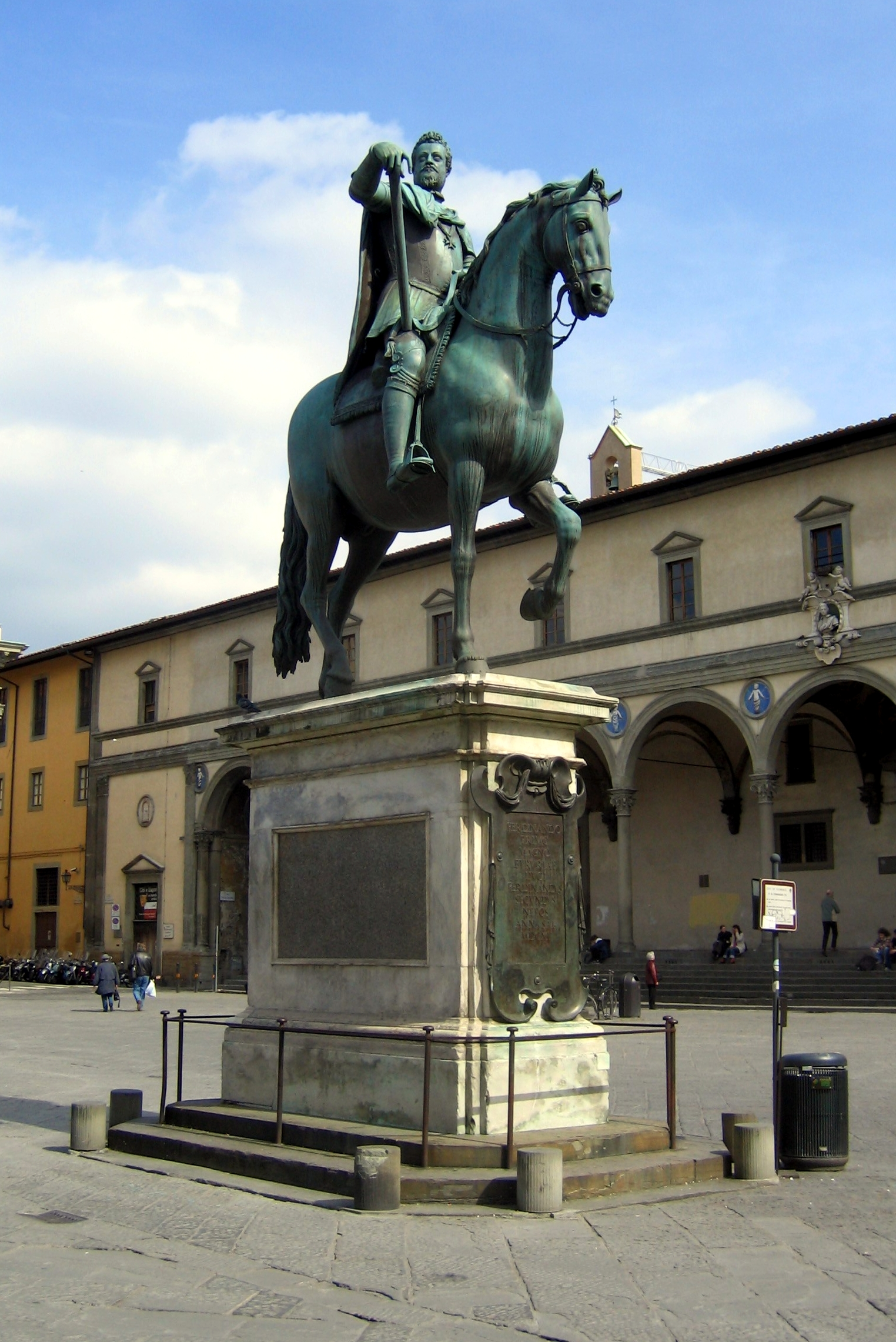
Фердинанд Медічі (1549–1606), кінний монумент Джамболоньї у Флоренції.
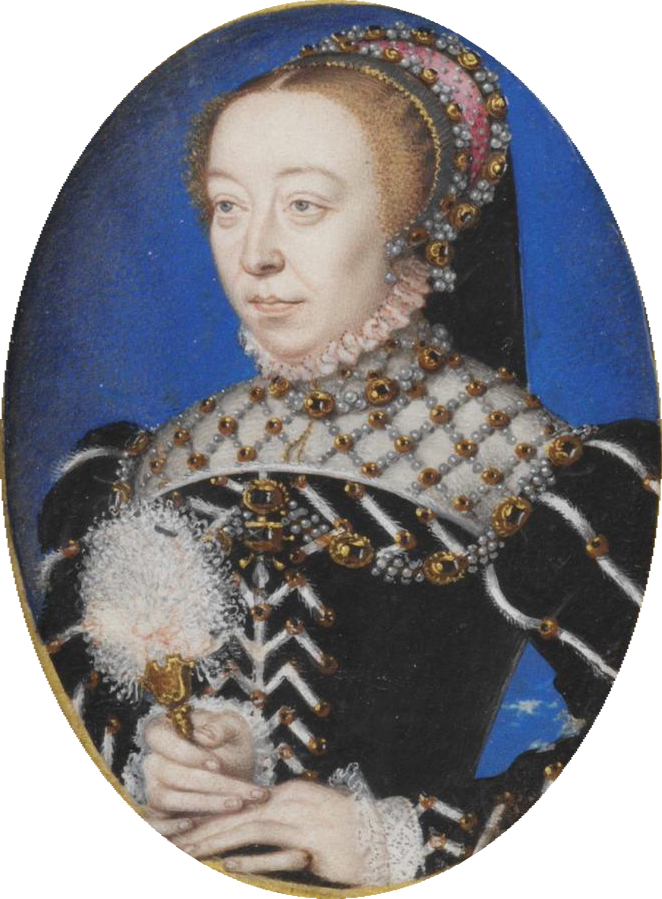
Катерина Медічі, королева Франції (1519–1589).

Папи римські з роду Медічі
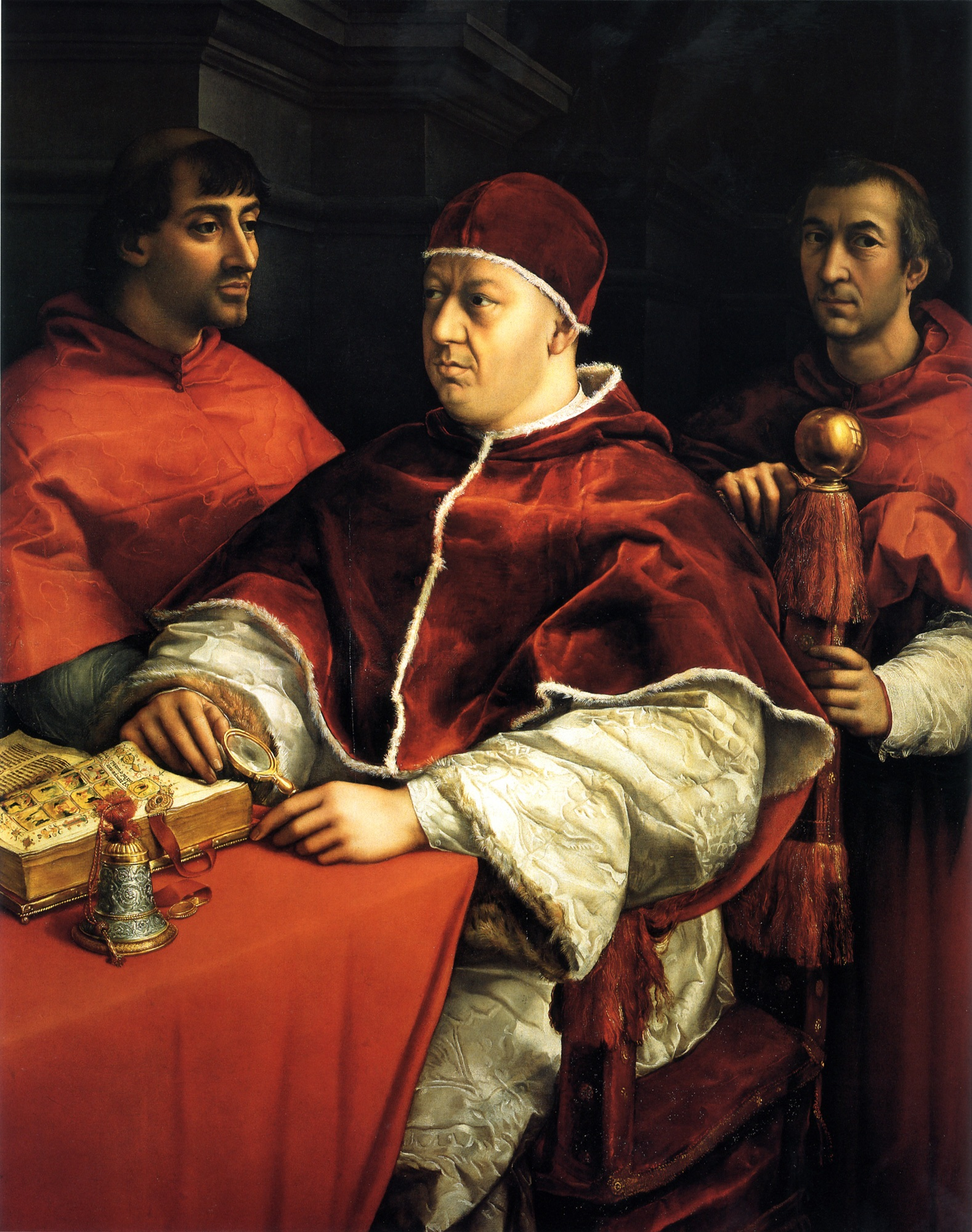
Лев X (Джованні Медічі, 1475–1521), 2-й син Лоренцо Розкішного
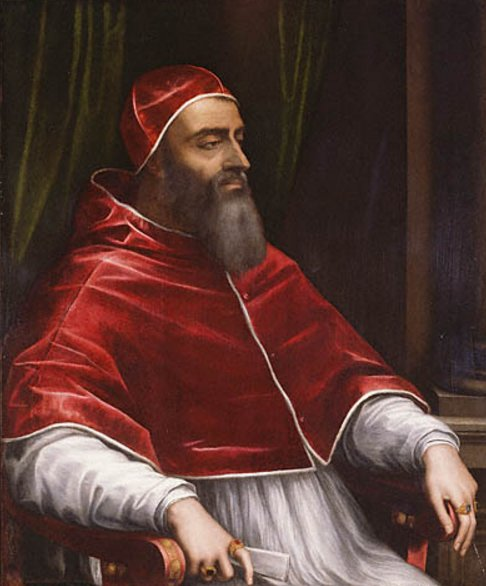
Климент VII (Джуліано де Медічі, 1478–1534), позашлюбна дитина Джуліано Медічі, брата Лоренцо Розкішного

## Представники роду
- Джованні ді Біччі Медічі (1360—1429)
  - Козімо Медічі Подагрик (1389—1464)
    - П'єро ді Козімо Медічі (1416—1469)
      - Лоренцо Медічі Розкішний (1449—1492)
        - П'єро ді Лоренцо Медічі Дурний або Нещасний (1472—1503)
          - Кларіса Медічі (1489—1528) — аристократка часів Флорентійської республіки.
          - Лоренцо II Медічі (1492—1519) — герцог Урбінський
            - Катерина Медічі (1519—1589) — королева Франції

        - Мадалена Медічі (1473—1519) — аристократка часів Флорентійської республіки.
        - папа римський Лев X, Джованні Медічі (1475—1521)
        - Джуліано ді Лоренцо де Медічі (1479—1516) — герцог Немурський
          - Іпполіто Медічі (1511—1535) — позашлюбна дитина, кардинал

      - Джуліано ді П'єро Медічі (1453—1478)
        - папа римський Климент VII, Джуліано де Медічі (1478—1534) — позашлюбна дитина
          - Алессандро Медічі (1510—1537) — позашлюбна дитина, 1-й герцог Флорентійський

    - Карло Медічі (1428 або 1430—1492) — позашлюбна дитина, флорентійський церковний діяч.

  - Лоренцо Медічі Старий (1395—1440)
    - П'єро Франческо Медічі (1430—1476) — політик, дипломат й банкір часів Флорентійської республіки.
      - Лоренцо Медічі Пополано (1463—1503) — політик, дипломат й банкір
        - П'єро Франческо Молодший (1487—1525)
          - Лоренціно Медічі (1514—1548) — італійський політик та письменник.

        - Джованні делла Банде Нере (1498—1526) — кондотьєр
          - Козімо I Медічі (1519—1574) — 1-й великий герцог Тосканський (1519—1574)
            - Франческо I Медічі (1541—1587)
              - Елеонора Медічі (1567—1611) — флорентійська принцеса та дружина Вінченцо I Гонзага, герцога Мантуї.
              - Марія Медічі (1573—1642) — королева Франції

            - Ізабелла Медічі (1542—1576)
            - Лукреція ді Козімо Медічі (1544—1561)
            - Фердинандо I Медічі (1549—1606)
              - Козімо II Медічі (1590—1621)
                - Фердинандо II Медічі (1610—1670)
                  - Козімо III Медічі (1642—1723)
                    - Джан Гастоне Медічі (1671—1737)

                  - Анна Марія Луїза Медічі (1667—1743)
                  - Фердинандо Медічі (1663—1713)

              - Катерина Медічі (1593—1629) — герцогиня Мантуї і Монферрато

            - Джованні де Медічі (1567—1621)
            - Вірджинія Медічі (1568—1615)

## У масовій культурі
За історією родини знято телесеріал: Медічі: Повелителі Флоренції.